# タニガワスゲ
タニガワスゲ （谷川菅、Carex forficula） は、スゲ属の植物の一つ。渓流沿いに生え、大きな株を作る。

## 特徴
大きな株を作る多年草。根茎は短く、匍匐茎は出さない。基部の葉は鞘のみで葉身が無く、濃い褐色で糸網を生じる。草丈は30-70cm。葉は細長くて幅約2-4mm、葉裏は粉を吹いたように白い。長さは草丈程度、縁は強くざらつく。
花期は4-6月。花茎は立つかやや先端が斜めに伸び、先端の方に小穂を3-6個、やや間を開けて着ける。苞は特に下方のものでは葉身が発達し、鞘はない。上の方では鱗片状になる例もある。頂小穂は雄性で、長さ2-4cm、線形で1-2cmの柄がある。雄花鱗片は暗紅色から紫色で先端は尖る。それ以下の小穂は全て雌性で円柱形、長さ2-6cmで柄はない。雌小穂は立つ。雌花鱗片は紅褐色中肋が緑、先端は尖るか、短い芒になる。果胞は雌花鱗片より長く、倒卵形で急に嘴につながり、長さ3.8-4.1mm、幅1.6-1.8mmで扁平。嘴は長くて両側に刺毛があって、口は深く切れ込んだ2歯がある。痩果は密に果胞に包まれ、倒卵形で長さ2.2-2.5mm、扁平。柱頭は二裂する。

## 分布
北海道から本州、四国、九州と対馬に分布。国外では朝鮮半島と中国北部に知られる。

## 生育環境
渓流や山地の湿地に生育する。特に平地から山地の渓流周辺に見られる。和名も谷川沿いに出現することによる。

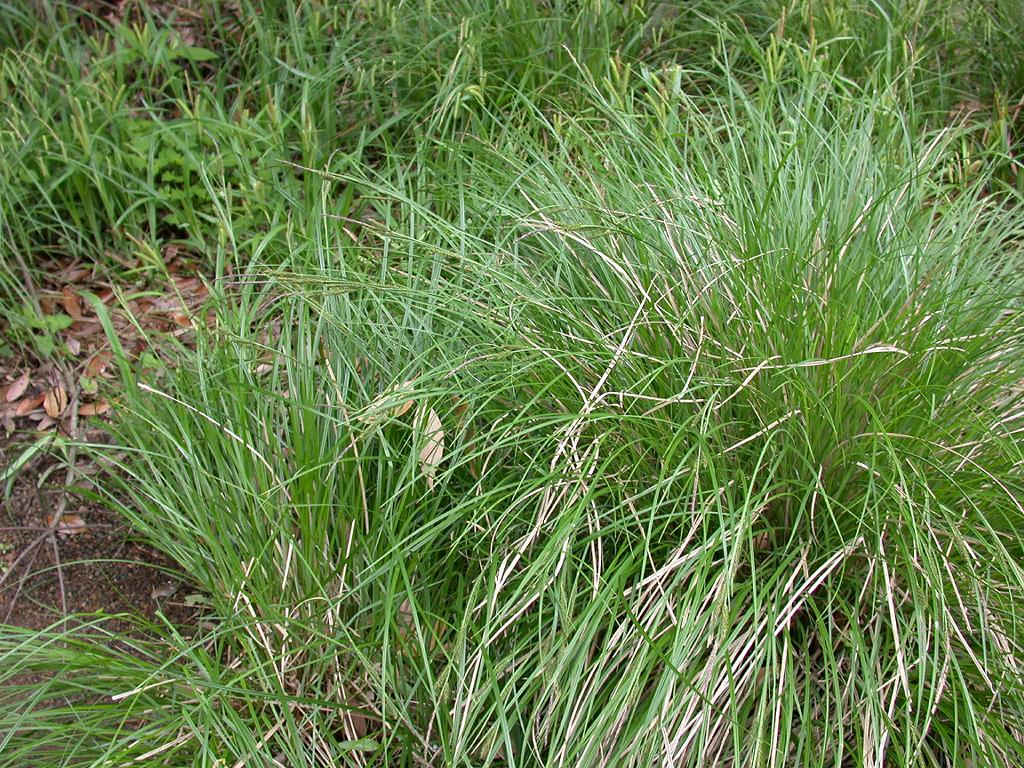
渓流沿いの大株
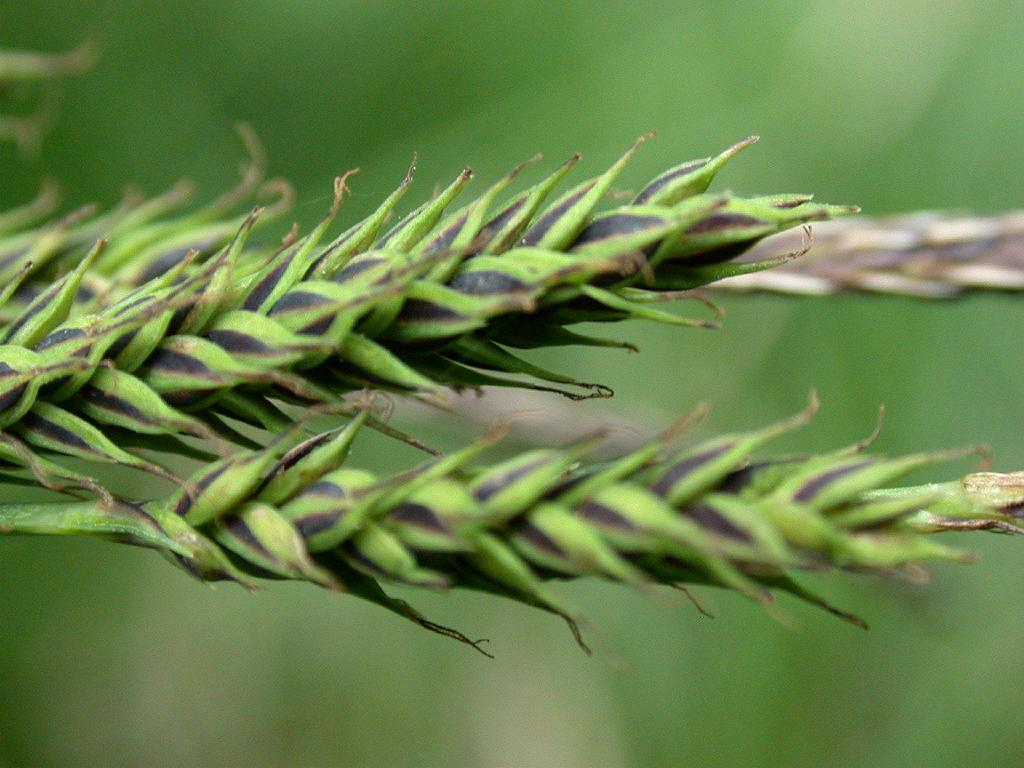
小穂

## 分類
アゼスゲに似たもので、アゼスゲ節 Sect. Acutae に含める。よく似たものにヤマアゼスゲ C. heterolepis があるが、アゼスゲを含めて近似種はふつう地下に匍匐茎を伸ばすが、本種は出さない。厳密な同定には果胞の特徴を見る必要がある。星野他(2011)は本種を見分けるポイントとして葉が濃緑色で葉裏が白いこと、果胞の嘴が長く、両側がざらつくことを挙げている。ちなみに直径50cmほどの大株になることから、採集の大変な種であるとのこと。
種内変異として記載されたものにオオタニガワスゲ var. scabrida がある。基本変種に比べて果胞が大きく刺毛が多い点で区別され、対馬と朝鮮に産する。ただし勝山(2005)は区別できないと述べている。